# Coupe du monde de basket-ball 3×3
La Coupe du monde de basket-ball 3×3 (anglais : FIBA 3×3 World Cup), jusqu'en 2017 Championnat du monde de basket-ball 3×3 (FIBA World Championship), a été créée par la Fédération internationale de basket-ball en 2012.
Variante du basket-ball à cinq, cette compétition se joue selon les règles du basket-ball à trois, à trois contre trois, en une seule période de 10 minutes et avec un décompte de points différent.

## Historique
Le basketball 3x3 est avant tout un sport que l'on qualifierait « de rue » du fait qu'il soit habituellement joué de manière informelle sur des terrains extérieurs. En juin 2017, le Comité international olympique reconnaît cette nouvelle discipline qui sera jouée dès 2020 à Tokyo.
Durant le même mois se joue la quatrième Coupe du monde FIBA 3X3 à Nantes, en France. La Serbie remporte alors le titre mondial chez les hommes, tandis que la Russie sort victorieuse chez les femmes.

## Palmarès senior

### Tournoi masculin
| 2012 | Athènes     | Serbie (1) | 16–13 | France     | Ukraine  | 19–18   | Israël    |
| 2014 | Moscou      | Qatar      | 18–13 | Serbie     | Russie   | 19–18   | Lituanie  |
| 2016 | Canton      | Serbie (2) | 21–16 | États-Unis | Slovénie | 17–16   | Espagne   |
| 2017 | Nantes      | Serbie (3) | 21–18 | Pays-Bas   | France   | 18–17   | Slovénie  |
| 2018 | Bocaue      | Serbie (4) | 16–13 | Pays-Bas   | Slovénie | 21–16   | Pologne   |
| 2019 | Amsterdam   | États-Unis | 18–14 | Lettonie   | Pologne  | 18–15   | Serbie    |
| 2022 | Anvers      | Serbie (5) | 21–16 | Lituanie   | France   | 18–17ap | Belgique  |
| 2023 | Vienne      | Serbie (6) | 21–19 | États-Unis | Lettonie | 22–12   | Brésil    |
| 2025 | Oulan-Bator | Espagne    | 21-17 | Suisse     | Serbie   | 21-16   | Allemagne |
| 2026 | Varsovie    |            | -     |            |          | -       |           |
| 2027 | Singapour   |            | -     |            |          | -       |           |

### Tournoi féminin
| Éd. | Année | Lieu        | Finale         | Finale | Finale   | Petite finale | Petite finale | Petite finale | MVP               |
| Éd. | Année | Lieu        | Champion       | Score  | Deuxième | Troisième     | Score         | Quatrième     | MVP               |
| --- | ----- | ----------- | -------------- | ------ | -------- | ------------- | ------------- | ------------- | ----------------- |
| 1re | 2012  | Athènes     | États-Unis     | 17–16  | France   | Australie     | 18–17         | Ukraine       |                   |
| 2e  | 2014  | Moscou      | États-Unis (2) | 15–8   | Russie   | Belgique      | 14–12         | Rép. tchèque  |                   |
| 3e  | 2016  | Canton      | Rép. tchèque   | 21–11  | Ukraine  | États-Unis    | 20–14         | Espagne       |                   |
| 4e  | 2017  | Nantes      | Russie         | 19–12  | Hongrie  | Ukraine       | 15–13         | Pays-Bas      | Anna Leshkovtseva |
| 5e  | 2018  | Bocaue      | Italie         | 16–12  | Russie   | France        | 21–14         | Chine         | Rae Lin D'Alie    |
| 6e  | 2019  | Amsterdam   | Chine          | 19–13  | Hongrie  | France        | 21–9          | Australie     | Jiang Jiayin      |
| 7e  | 2022  | Anvers      | France         | 16–13  | Canada   | Chine         | 21–11         | Lituanie      | Laëtitia Guapo    |
| 8e  | 2023  | Vienne      | États-Unis (3) | 16–12  | France   | Australie     | 21–20         | Chine         | Cameron Brink     |
| 9e  | 2025  | Oulan-Bator | Pays-Bas       | 15–9   | Mongolie | Canada        | 21–9          | Pologne       | Noortje Driessen  |
| 10e | 2026  | Varsovie    |                |        |          |               |               |               |                   |
| 11e | 2027  | Singapour   |                |        |          |               |               |               |                   |

### Tournoi mixte
| 2012 | Athènes | France | 14–8 | Argentine | Ukraine | 15–8 | Rép. tchèque |

### Tableau des médailles
| Rang | Nation             | Or | Argent | Bronze | Total |
| ---- | ------------------ | -- | ------ | ------ | ----- |
| 1    | Serbie             | 6  | 1      | 1      | 8     |
| 2    | États-Unis         | 4  | 2      | 1      | 7     |
| 3    | France             | 2  | 3      | 4      | 9     |
| 4    | Russie             | 1  | 2      | 1      | 4     |
| 5    | Pays-Bas           | 1  | 2      | 0      | 3     |
| 6    | Chine              | 1  | 0      | 1      | 2     |
| 7    | Italie             | 1  | 0      | 0      | 1     |
| 7    | Qatar              | 1  | 0      | 0      | 1     |
| 7    | République tchèque | 1  | 0      | 0      | 1     |
| 7    | Espagne            | 1  | 0      | 0      | 1     |
| 11   | Hongrie            | 0  | 2      | 0      | 2     |
| 12   | Ukraine            | 0  | 1      | 3      | 4     |
| 13   | Lettonie           | 0  | 1      | 1      | 2     |
| 13   | Canada             | 0  | 1      | 1      | 2     |
| 15   | Argentine          | 0  | 1      | 0      | 1     |
| 15   | Suisse             | 0  | 1      | 0      | 1     |
| 15   | Lituanie           | 0  | 1      | 0      | 1     |
| 15   | Mongolie           | 0  | 1      | 0      | 1     |
| 19   | Australie          | 0  | 0      | 2      | 2     |
| 19   | Slovénie           | 0  | 0      | 2      | 2     |
| 21   | Belgique           | 0  | 0      | 1      | 1     |
| 21   | Pologne            | 0  | 0      | 1      | 1     |
| —    | Total              | 19 | 19     | 19     | 57    |

## Palmarès U18

### Tournoi masculin
| Édition | Lieu        | Or               | Argent     | Bronze      |
| ------- | ----------- | ---------------- | ---------- | ----------- |
| 2011    | Rimini      | Nouvelle-Zélande | Bulgarie   | Italie      |
| 2012    | Alcobendas  | Serbie           | États-Unis | France      |
| 2013    | Jakarta     | Argentine        | France     | Russie      |
| 2015    | Debrecen    | Nouvelle-Zélande | Argentine  | France      |
| 2016    | Astana      | Qatar            | Brésil     | Italie      |
| 2017    | Chengdu     | Belgique         | Pays-Bas   | Slovénie    |
| 2019    | Oulan-Bator | États-Unis       | Turquie    | Argentine   |
| 2021    | Debrecen    | États-Unis       | Estonie    | Biélorussie |
| 2022    | Debrecen    | France           | Serbie     | Lituanie    |
| 2023    | Debrecen    | Allemagne        | France     | Slovénie    |
| 2024    | Debrecen    | États-Unis       | Espagne    | France      |

### Tournoi féminin
| Édition | Lieu        | Or         | Argent           | Bronze    |
| ------- | ----------- | ---------- | ---------------- | --------- |
| 2011    | Rimini      | Espagne    | Italie           | Japon     |
| 2012    | Alcobendas  | États-Unis | Espagne          | Australie |
| 2013    | Jakarta     | États-Unis | Estonie          | Espagne   |
| 2015    | Debrecen    | France     | États-Unis       | Hongrie   |
| 2016    | Astana      | France     | États-Unis       | Espagne   |
| 2017    | Chengdu     | États-Unis | Tchéquie         | Russie    |
| 2019    | Oulan-Bator | États-Unis | Nouvelle-Zélande | France    |
| 2021    | Debrecen    | États-Unis | Espagne          | Hongrie   |
| 2022    | Debrecen    | États-Unis | Allemagne        | Espagne   |
| 2023    | Debrecen    | États-Unis | France           | Japon     |
| 2024    | Debrecen    | États-Unis | Japon            | Chine     |

### Tournoi mixte
| Édition | Lieu       | Or     | Argent | Bronze |
| ------- | ---------- | ------ | ------ | ------ |
| 2012    | Alcobendas | France | Suisse | n/a    |

## Site officiel
- (en) Page 3×3 de la FIBA
- (en) Les mondiaux FIBA U18 de 3×3